# Deelnemers AFC-toernooien Kazachstan
Deze tabel bevat de deelnemende clubs uit Kazachstan in de verschillende AFC toernooien per seizoen.
Kazachstan, was na de onafhankelijkheid van de Sovjet-Unie in 1991, eerst lid van de Aziatische voetbalbond AFC. In 2000 maakte de Kazachse voetbalbond de overstap naar de Europese voetbalbond (UEFA). Vanaf het seizoen 2002/03 namen de clubs aan de UEFA-toernooien deel.

## Deelnemers
N.B. Door op de clubnaam te klikken wordt er gelinkt naar het betreffende toernooi in het betreffende seizoen op Wikipedia 
| Seizoen | Landskampioenen | Bekerwinnaars     |  |
| ------- | --------------- | ----------------- |  |
| 1994    | Irtysj Pavlodar | FC Taraz          |  |
| 1995    | Jelimay         | FK Vostok Öskemen |  |
| 1996    | Jelimay         | SKIF-Ordabasy     |  |
| 1997    | FC Taraz        | Kairat Almaty     |  |
| 1998    | Irtysj Pavlodar | Kaisar Qızılorda  |  |
| 1999    | Irtysj Pavlodar | Kaisar Hurricane  |  |
| 2000    | Irtysj Pavlodar | Kairat Almaty     |  |
| 2001    | Irtysj Pavlodar | Kairat Almaty     |  |

## Referentie
- KAZAKHSTAN IN THE ASIAN CUPS, op Football Union of Kazakhstan